# 広告の番組
『広告の番組』（こうこくのばんぐみ）とは、テレビ東京系列で2011年11月5日から2012年3月31日まで放送されていた情報番組。日本経済新聞社の一社提供。

## 番組概要
番組名にもなっている広告やCMをテーマにした番組。番組構成は大きく2部構成になっていて前半は今週開催された各社の記者発表会を紹介するコーナー「記者発表 of the week」をお送りし、後半ではゲストが広告やCMについてのこだわりなどについて語っていく。なお、デジタル放送のEPGのジャンルは「イベント」として分類されている。
「記者発表 of the week」で取り上げられる発表会の模様は、取材するストロボのフラッシュカメラが多いものも存在するため、放送の際は画面隅に“ストロボの点滅にご注意下さい”というテロップが表記されている。
番組の題字は武田双雲が手掛けた。
番組は2012年3月31日で終了したが、本番組の後継として4月15日より日曜18時30分枠に移り『広告の番組 ヒットの秘密!』（司会：山里亮太、唐橋ユミ）を放送。以降『あるある発見バラエティ 新shock感 それな!って言わせて』が最終回を迎える2021年3月に至るまで、山里・唐橋コンビが出演する番組が制作・放送される事となる。

## 出演者
- 唐橋ユミ

## 放送局
| 対象地域       | 放送局         | 系列           | 放送日時           | 備考       |
| -------------- | -------------- | -------------- | ------------------ | ---------- |
| 関東広域圏     | テレビ東京     | テレビ東京系列 | 土曜 12:05 - 12:25 | 制作局     |
| 北海道         | テレビ北海道   | テレビ東京系列 | 土曜 12:05 - 12:25 | 同時ネット |
| 愛知県         | テレビ愛知     | テレビ東京系列 | 土曜 12:05 - 12:25 | 同時ネット |
| 大阪府         | テレビ大阪     | テレビ東京系列 | 土曜 12:05 - 12:25 | 同時ネット |
| 岡山県・香川県 | テレビせとうち | テレビ東京系列 | 土曜 12:05 - 12:25 | 同時ネット |
| 福岡県         | TVQ九州放送    | テレビ東京系列 | 土曜 12:05 - 12:25 | 同時ネット |